# Bourdeaux
Pour les articles homonymes, voir Bourdeaux (homonymie).
Cet article possède des paronymes, voir Bordeaux (homonymie) et Bourdeau.
Bourdeaux est une commune française située dans le département de la Drôme, en région Auvergne-Rhône-Alpes.
Ses habitants sont dénommés les Bourdelois.

## Géographie

### Localisation
Bourdeaux est située dans la vallée du Roubion, près du massif de Saou et de la montagne de Couspeau.

### Relief et géologie
Sites particuliers :
- Col de Boutières
- Col de Moune (900 m)
- Col Sabatier
- Combe Landon
- Combe Roussine
- la Tune (556 m)
- Montagne de Couspeau
- Puy Sauvage (536 m)
- Serre de Crovens (605 m)

### Hydrographie
La commune est arrosée par les cours d'eau suivants :
- la Bine
- le Roubion
- le Soubrion
- Ravin de Bramefaim
- Ravin de Combe Turel
- Ravin de la Tune
- Ravin de Saunier
- Ravin des Capouriers
- Ruisseau de Buffières
- Ruisseau de Chaudin
- Ruisseau de Luzerne
- Ruisseau de Saint-Savin
- Ruisseau des Estournilles

### Climat
Pour des articles plus généraux, voir Climat d'Auvergne-Rhône-Alpes et Climat de la Drôme.
En 2010, le climat de la commune est de type climat méditerranéen altéré, selon une étude du CNRS s'appuyant sur une série de données couvrant la période 1971-2000. En 2020, Météo-France publie une typologie des climats de la France métropolitaine dans laquelle la commune est exposée à un climat de montagne ou de marges de montagne et est dans la région climatique  Alpes du sud, caractérisée par une pluviométrie annuelle de 850 à 1 000 mm, minimale en été. 
Pour la période 1971-2000, la température annuelle moyenne est de 12,1 °C, avec une amplitude thermique annuelle de 16,5 °C. Le cumul annuel moyen de précipitations est de 940 mm, avec 7,5 jours de précipitations en janvier et 4,5 jours en juillet. Pour la période 1991-2020, la température moyenne annuelle observée sur la station météorologique installée sur la commune est de 11,9 °C et le cumul annuel moyen de précipitations est de 953,4 mm,. Pour l'avenir, les paramètres climatiques de la commune estimés pour 2050 selon différents scénarios d'émission de gaz à effet de serre sont consultables sur un site dédié publié par Météo-France en novembre 2022.
| Mois                                  | jan.           | fév.           | mars            | avril         | mai           | juin          | jui.          | août           | sep.          | oct.            | nov.           | déc.           | année      |
| ------------------------------------- | -------------- | -------------- | --------------- | ------------- | ------------- | ------------- | ------------- | -------------- | ------------- | --------------- | -------------- | -------------- | ---------- |
| Température minimale moyenne (°C)     | −1             | −1,1           | 1,1             | 3,9           | 7,6           | 10,9          | 12,9          | 12,6           | 9,5           | 6,8             | 2,6            | −0,2           | 5,5        |
| Température moyenne (°C)              | 3,8            | 4,4            | 7,6             | 10,9          | 14,7          | 18,6          | 21            | 20,7           | 16,6          | 12,9            | 7,5            | 4,4            | 11,9       |
| Température maximale moyenne (°C)     | 8,6            | 10             | 14,1            | 17,8          | 21,8          | 26,3          | 29,1          | 28,7           | 23,7          | 18,9            | 12,5           | 9,1            | 18,4       |
| Record de froid (°C) date du record   | −14,3 11.01.10 | −17,7 05.02.12 | −13,4 02.03.05  | −7,5 08.04.21 | −2,1 07.05.19 | 2,2 10.06.05  | 4,3 17.07.00  | 3,2 30.08.1998 | 0,5 18.09.01  | −5,5 31.10.1997 | −10,9 18.11.07 | −13,6 30.12.05 | −17,7 2012 |
| Record de chaleur (°C) date du record | 20,5 10.01.15  | 23,2 23.02.20  | 24,9 18.03.1997 | 28,5 28.04.12 | 32,4 24.05.09 | 37,9 28.06.19 | 37,8 31.07.17 | 40,8 22.08.23  | 33,7 04.09.16 | 29,8 09.10.23   | 24 14.11.23    | 21,8 31.12.21  | 40,8 2023  |
| Précipitations (mm)                   | 67             | 48,8           | 62,1            | 87,6          | 86,5          | 58,3          | 54,8          | 65,1           | 116,7         | 114,2           | 124,8          | 67,5           | 953,4      |

## Urbanisme

### Typologie
Au 1er janvier 2024, Bourdeaux est catégorisée commune rurale à habitat dispersé, selon la nouvelle grille communale de densité à 7 niveaux définie par l'Insee en 2022.
Elle est située hors unité urbaine et hors attraction des villes,.

### Occupation des sols
L'occupation des sols de la commune, telle qu'elle ressort de la base de données européenne d’occupation biophysique des sols Corine Land Cover (CLC), est marquée par l'importance des territoires agricoles (53,2 % en 2018), en diminution par rapport à 1990 (55,5 %). La répartition détaillée en 2018 est la suivante : 
forêts (42,9 %), zones agricoles hétérogènes (23,8 %), prairies (16,5 %), terres arables (12,9 %), zones urbanisées (2,3 %), milieux à végétation arbustive et/ou herbacée (1,6 %). L'évolution de l’occupation des sols de la commune et de ses infrastructures peut être observée sur les différentes représentations cartographiques du territoire : la carte de Cassini (XVIIIe siècle), la carte d'état-major (1820-1866) et les cartes ou photos aériennes de l'IGN pour la période actuelle (1950 à aujourd'hui).

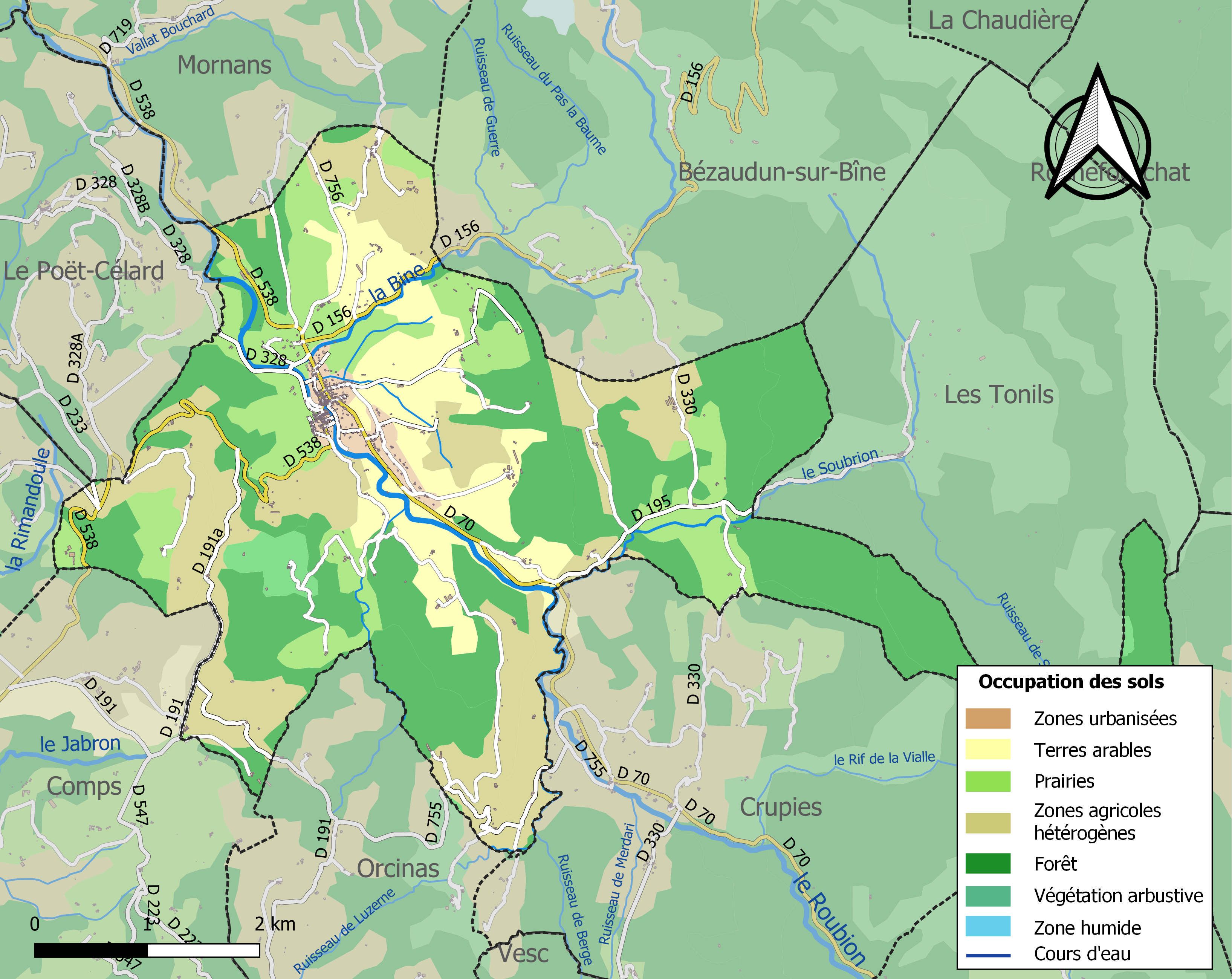
Carte des infrastructures et de l'occupation des sols de la commune en 2018 (CLC).

### Morphologie urbaine

#### Quartiers, hameaux et lieux-dits
Site Géoportail (carte IGN) :
- Alice
- Barre
- Bataillon
- Bongat
- Calme
- Chante-Duc
- Charité
- Colombier
- Cordelier
- Cristol
- Crovens
- D'Arraire
- Delmas
- Ferme du Col
- la Cadette
- la Cadière
- la Forme
- la Grange (est)
- la Grange (ouest)
- la Lève
- la Malaucène
- la Montagne
- la Rochasse
- la Sauzée
- la Tranche
- la Tune
- la Valentine
- la Vialle
- le Bois Montjoux
- le Châtelas
- le Gap
- le Rastel
- les Chapelles Basses
- les Contrats
- les Coteaux
- le Serre
- les Foulons
- les Gots
- les Grands Villards
- les Hautes Chapelles
- le Siraillot
- les Junchas
- les Magnats
- les Magnats
- les Muats
- les Petits Villards
- les Ribières
- les Routes
- les Servins
- les Sibours
- le Taris
- Luzerne
- Maroussine
- Mondon
- Patarones
- Pâty
- Plan Lara
- Ramaillon
- Raspail
- Saint-Hilaire
- Séroux
- Soubrion
- Taille-Pins
- Verdon
- Virage de la Rochasse

## Toponymie

### Attestations
Dictionnaire topographique du département de la Drôme :
- 1032 : Burdegalis (cartulaire de Savigny, 636).
- 1100 : mention du prieuré : ecclesia Bordellenses (cartulaire de Savigny, 870).
- 1107 : mention du prieuré et de son église Saint-Savin : ecclesia Sancti Savini Burdellensis (cartulaire de Savigny, 808).
- 1193 : Bordeuz (cartulaire de Die, 38).
- 1210 : mota de Bordellis (cartulaire de Die, 38).
- 1214 : Bordel (cartulaire de Savigny, 901).
- 1324 : castrum de Bordellis (Duchesne, Comtes de Valentinois, 29).
- 1332 : Bourdeaux (Gall. christ., XVI, 129).
- 1355 : Bordellos (Duchesne, Comtes de Valentinois, 33).
- XIVe siècle : mention du prieuré : prioratus de Bordellis (pouillé de Die).
- 1421 : Bourdeaulx (Duchesne, Comtes de Valentinois, 57).
- 1509 : mention du prieuré et de son église Saint-Savin : ecclesia Beati Sabini de Bordelle (visites épiscopales).
- 1511 : mention du mandement : mandamentum de Bordellis (archives de la Drôme, E 2141).
- 1568 : Bourdeaux les Crest (L'arrondissement de Montélimar, III, 314).
- 1585 : Bourdeaux au Diez (correspondance de Lesdiguières, III, 18).
- 1588 : Bordeaux (correspondance de Lesdiguières, III, 57).
- Non daté : Bourdeaux sur Roubion (dict. des postes).
- 1891 : Bourdeaux, commune, chef-lieu de canton, arrondissement de Die.

### Étymologie
Bourdeaux serait issu d'un toponyme pré-romain Burdigala qui, selon Morvan, procéderait de *burd- (crique) et *gala (marais)[réf. nécessaire].

## Histoire

### Préhistoire
Abri sous roche avec traces d'art schématique.

### Du Moyen Âge à la Révolution
La seigneurie :
- au point de vue féodal, la terre (ou seigneurie) était un fief du comté de Diois ;
- possession des Bourdeaux ;
- milieu XIIIe siècle : la terre passe (par mariage) aux Châteauneuf ;
- 1278 : elle est cédée aux comtes de Valentinois ;
- 1356-1357 : le mandement (ou vallée de Bourdeaux) comprenant, outre la commune de ce nom, celles de Bezaudun, de Crupies et des Tonils, est acquis par les évêques de Die qui le conserveront jusqu'à la Révolution.

Au XIVe siècle, une guerre fait rage entre les deux châteaux de Bourdeaux : ce conflit oppose les comtes de Valentinois et les évêques de Die. Ces derniers en sortiront vainqueurs en 1357, et garderont le fief jusqu'à la Révolution. Comme traces de ce conflit, on peut voir, tout autour de Bourdeaux, nombre de ruines de tours ou villages abandonnés[réf. nécessaire].
Le protestantisme a profondément marqué le pays. L'on y trouve de nombreux petits cimetières familiaux[réf. nécessaire].
En 1683, lors des dragonnades intenses qui ont précédé l’abolition de l’édit de Nantes, des dragon sont envoyés à Bourdeaux. À la sortie du culte, le 29 août 1683, des protestants attaquent les dragons de Bourdeaux lors de la bataille de Bourelles, qui fait 120 morts.
En 1685, lors de la révocation de l'édit de Nantes, les protestants se révoltent. Ils sont écrasés.
Avant 1790, Bourdeaux était une communauté de l'élection de Montélimar, subdélégation de Crest et du bailliage de Die.

Elle formait une paroisse du diocèse de Die dont l'église, dédiée à saint Savin, était celle d'un prieuré de la dépendance de l'abbaye de Savigny (Rhône). Son titulaire était décimateur à Bourdeaux, Bezaudun, Crupies, Mornans et les Tonils.

### Révolution française
En 1790, Bourdeaux devient le chef-lieu d'un canton du district de Crest, comprenant les municipalités de Bourdeaux, Bezaudun, Crupies, Félines, Mornans, le Poët-Célard, les Tonils et Truinas. La réorganisation de l'an VIII (1799-1800) n'a fait qu'y ajouter la commune de Bouvières et placer ce canton dans l'arrondissement de Die.

### XIXesiècle
Au XIXe siècle, les habitants travaillent essentiellement la laine et la soie[réf. nécessaire].
Bourdeaux connait l'exode rural à partir du milieu du XIXe siècle[réf. nécessaire].

#### Deuxième République
Au milieu du XIXe siècle, la population est protestante à près de 80 %. À la fin de la monarchie de Juillet, seuls les hommes qui paient plus de 200 F d’impôt (suffrage censitaire) ont le droit de voter aux élections au-dessus des élections municipales (arrondissement, élections cantonales, élections nationales) soit moins de 1% de la population départementale dans la Drôme. À Bourdeaux, il n’y avait que 14 électeurs en-dehors des élections municipales. L’annonce de la révolution de février et la proclamation de la Deuxième République provoquent un immense espoir populaire. Le maire Oscar Vernet se rallie au nouveau régime qui rejoint ses convictions et organise un grand banquet d’avènement où est aussi présent son frère Ernest Vernet.
Les déceptions vis-à-vis du régime, qui se soucie peu des classes populaires, permettent à Louis-Napoléon Bonaparte de remporter les premières élections présidentielles au suffrage universel masculin, le 10 décembre 1848. Dans la Drôme, les scores entre candidats sont conformes à ceux pour la France entière, mais le canton de Bourdeaux se signale avec un électeur sur six qui vote pour le candidat démocrate-socialiste, Ledru-Rollin (16,2 % contre moins de 5% dans le reste du département) et la majorité absolue à Cavaignac, deuxième au niveau national.
Lors des élections législatives de 1849, il n’y a que deux listes en présence dans la Drôme : une bonapartiste, une républicaine ou rouge. La population de Bourdeaux est très largement favorable à la seconde, et vote à 94 % en sa faveur : le canton de Bourdeaux est le plus « rouge » du département.
Pour pouvoir s'organiser malgré la surveillance et la répression, les républicains et les socialistes organisent un réseau de sociétés secrètes dans la Drôme, comme dans en Provence (où elles sont appelées chambrettes) (voir la section dédiée sur l'article Histoire de la Drôme). Autour de Bourdeaux, c'est le greffier Jaubert qui est l'organisateur principal de ces sociétés. Mais, après l’affaire du faux complot de Valence, le préfet lance un grand coup de filet, le 6 août 1850. À 4 heures du matin (heure solaire, 6 heures en heure actuelle), 37 perquisitions ont lieu dans 20 communes du département, dont Bourdeaux, où c’est le greffier Jaubert qui est visé, ainsi que les domiciles d’un instituteur, d’un quincailler et d’un greffier. Les fouilles sont effectués par des pelotons de 12 soldats du 32e de ligne et leur sergent assistés d’un gendarme. En mai 1851, un décrotteur et portefaix de la commune est condamné par le conseil de guerre de Lyon à deux ans de prison, qu’il effectue à Belle-Île, pour toute une liste de délits : offense au président de la République, outrages envers des fonctionnaires, excitation au mépris et à la haine des citoyens les uns envers les autres. Le greffier de la justice de paix est condamné le même jour pour affiliation à une société secrète à la même peine. L’opposition plus ou moins sourde se manifeste cependant par les lacérations d’affiche portant le message annuel du prince-président en 1850, évènement signalé à la préfecture.
Le coup d'État du 2 décembre 1851 est connu par affiches le mercredi 3 décembre dans la journée. Le mot d’ordre de résistance est transmis de Valence le 5 pour le lendemain samedi 6 pendant que le maire Oscar Vernet tente une résistance légale à Valence jusqu’à son arrestation le 7 décembre. Mais même si la consigne de l’insurrection n’arrive que le 5, dès le 4 décembre l’activité est fébrile à Bourdeaux pour la préparer et elle est signalée par le juge de paix qui demande l’intervention d’une troupe au commandant à Crest. Le pasteur, favorable au mouvement mais prudent, autorise l’utilisation de la cloche du temple pour sonner le tocsin. Une fois le rassemblement de la place de la Chevalerie suffisamment conséquent, les insurgés passent le pont et se dirigent vers la gendarmerie, où se sont retranchés les cinq gendarmes et un capitaine en retraite. Pendant que les insurgés discutent pour savoir s’ils vont donner l’assaut ou non, les assiégés espionnent et notent les noms des participants. Finalement, une simple garde est installée pour empêcher les gendarmes de sortir. Enfin, à 4 heures du matin (5 heures en heure actuelle), la colonne prend la route de Crest, sous la conduite d’Aimé Cavet, à cheval et en uniforme. Les hommes présents (600 selon Serre, 1500 selon un des gendarmes assiégés) portent souvent du rouge, sont organisés en sections souvent commandées par un ancien militaire, et disposent d’armes de fortune. Cette insurrection échoue lors des combats de Crest les 6 et 7 décembre.
La répression suit : le 11 décembre, les autorités forment une colonne avec deux bataillons des 13e et 52e de ligne venus de Lyon et Grenoble, renforcés d’éléments du  2e d’artillerie. Elle est commandée par le colonel Couston et le préfet Ferlay, et parcourt tous les lieux du département qui se sont soulevés. Il s’agit d’arrêter les républicains, insurgés ou non, de purger l’administration, de traquer les insurgés en fuite, de rassurer et d’inquiéter à la fois pour garantir le résultat du plébiscite des 20 et 21 décembre 1851. Elle arrive à Bourdeaux le 14 décembre : la troupe y traque les républicains dans les collines et perquisitionne le village. Les arrestations ce jour-là se montent à 24 personnes.
Alors que la répression dure toujours, vient le  plébiscite destiné à légaliser le coup d’État après coup, les 21 et 22 décembre. Les fugitifs sont encore traqués par les gendarmes et l’armée qui quadrillent la campagne, les perquisitions se succèdent, l’état de siège est encore en vigueur. Les autorités laissent entendre que si les habitants votent « bien », les condamnations seront moins sévères. Alors que les bulletins Oui sont imprimés et fournis aux électeurs, celle des bulletins Non est interdite, et c’est aux électeurs qui souhaitent s’opposer au plébiscite de fabriquer eux-mêmes le leur. Enfin, le vote se fait en remettant le bulletin plié au maire qui le glisse lui-même dans l’urne. Dans ces conditions, le secret du vote n’est pas respecté : les dossiers des inculpés mentionnent si la personne a voté Oui ou Non, le fait étant parfaitement connu des autorités. Dans ce climat de peur, et alors que les communes environnantes votent souvent  Oui à plus de 90 %, Bourdeaux se signale avec 24 % de Non, contre 8 % dans la France entière et 14 % dans le département.
Les fugitifs sont activement poursuivis, mais ils bénéficient du soutien des habitants et peuvent se cacher dans plusieurs maisons, comme Toussaint Chavagnac, tourneur sur bois. Mais, avec l’aide de dénonciations, les autorités perquisitionnent chez ceux qui l’hébergent en février et finissent par l’arrêter. Un tisseur et le maréchal-ferrant prennent la fuite pour rejoindre leur village natal, mais ils sont arrêtés le 9 décembre à La Motte-Chalancon. Petit, pour échapper à la condamnation, prend la route des Alpes avec un banquier et un horloger de Bourdeaux, probablement pour l’exil. Ils sont arrêtés à Veynes, enchaînés et amenés à pieds à la tour de Crest par Rémusat et Nyons. Ils sont ensuite jugés à Lyon.
Le curé et le pasteur écrivent ensemble pour faire libérer le cultivateur Alexandre Michel, 26 ans, sa femme souffrant des suites de son accouchement. Il est cependant déporté en Algérie. Ils ont plus de chance avec le quincailler, qui a trois enfants en bas âge, mais il n'est libéré de son camp de déportation qu’en avril 1853.

## Politique et administration

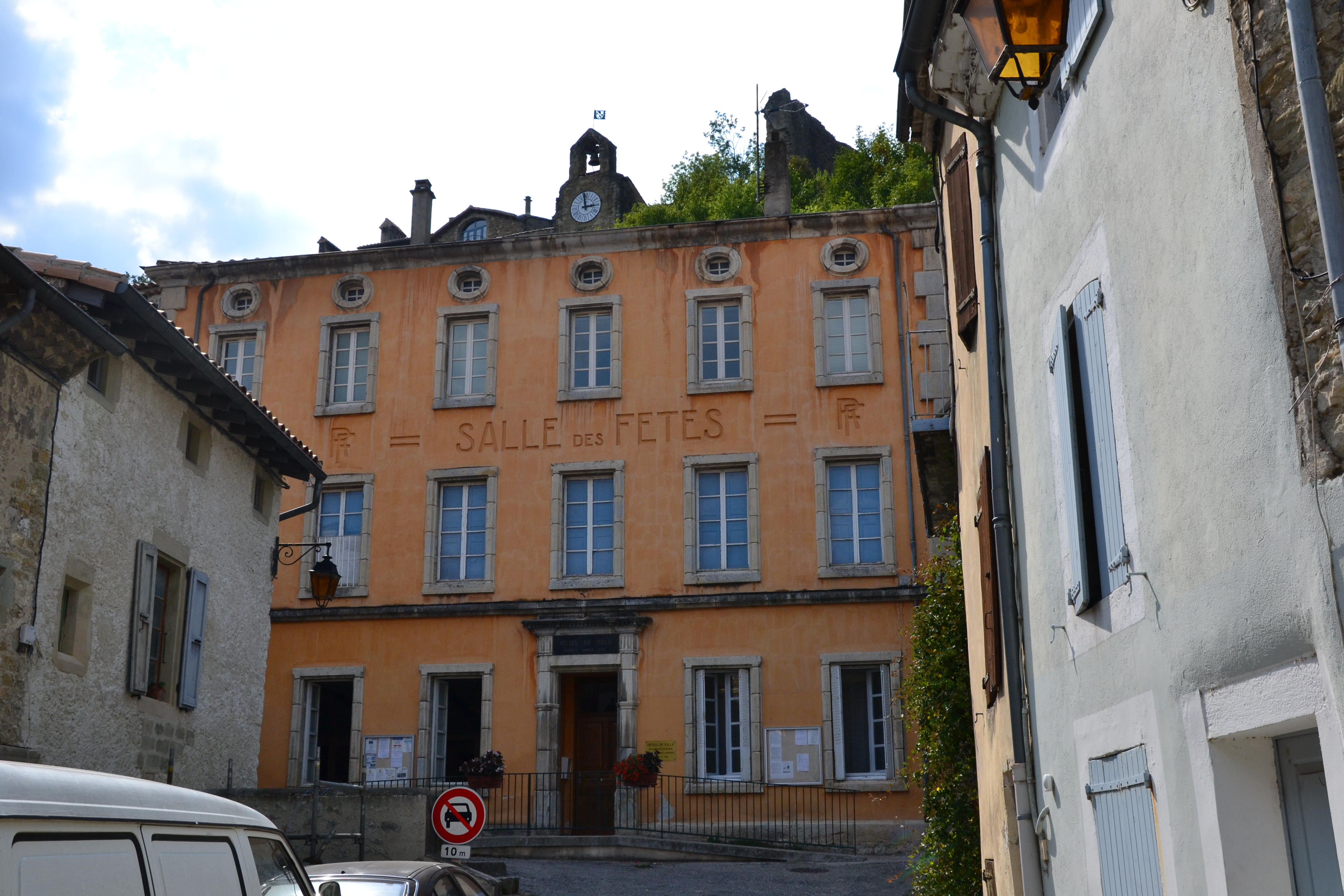
mairie de Bourdeaux.

### Liste des maires
| Période                                                                      | Période                     | Identité                            | Étiquette        | Qualité                                                                                         |
| ---------------------------------------------------------------------------- | --------------------------- | ----------------------------------- | ---------------- | ----------------------------------------------------------------------------------------------- |
| Les données manquantes sont à compléter. : de la Révolution au Second Empire |                             |                                     |                  |                                                                                                 |
| 1790                                                                         | 1871                        | ?                                   |                  |                                                                                                 |
|                                                                              | 1851                        | Oscar Vernet                        | Républicain      | notaire conseiller général préfet de la Drôme en 1871                                           |
| 1871                                                                         | 1874                        | ?                                   |                  |                                                                                                 |
| 1874                                                                         | 1878                        | ?                                   |                  |                                                                                                 |
| 1878                                                                         | 1884                        | ?                                   |                  |                                                                                                 |
| 1884                                                                         | 1887                        | ?                                   |                  |                                                                                                 |
| 1887 (élection ?)                                                            | 1904                        | Louis Blanc                         | radical          | Député (1892-1902), puis sénateur (1902-1914)                                                   |
| 1904                                                                         | 1908                        | Auguste Victor Émile Augier         |                  | conseiller d'arrondissement (Canton de Bourdeaux)                                               |
| 1908                                                                         | 1912                        | ?                                   |                  |                                                                                                 |
| 1912                                                                         | 1919                        | ?                                   |                  |                                                                                                 |
| 1919                                                                         | 1925                        | Louis Faucon                        | radical          | conseiller général (1919-1944)                                                                  |
| 1925                                                                         | 1929                        | ?                                   |                  |                                                                                                 |
| 1929                                                                         | 1935                        | ?                                   |                  |                                                                                                 |
| 1935                                                                         | 1944 (mars)                 | ?                                   |                  |                                                                                                 |
| 1944 (élection ?)                                                            | 1945                        | ?                                   |                  |                                                                                                 |
| 1945                                                                         | 1947                        | ?                                   |                  |                                                                                                 |
| 1947                                                                         | 1953                        | ?                                   |                  |                                                                                                 |
| 1953                                                                         | 1959                        | ?                                   |                  |                                                                                                 |
| 1959                                                                         | 1965                        | ?                                   |                  |                                                                                                 |
| 1965                                                                         | 1971                        | ?                                   |                  |                                                                                                 |
| 1971                                                                         | 1983                        | Jean-Claude Ayzac                   | DVD              | Médecin                                                                                         |
| 1983                                                                         | 1989                        | Michèle Chancel                     | PS               | Pharmacienne Conseillère générale de Bourdeaux (1976 → 1994) Vice-présidente du conseil général |
| 1989                                                                         | 1995                        | ?                                   |                  |                                                                                                 |
| 1995                                                                         | 2001                        | ?                                   |                  |                                                                                                 |
| 2001                                                                         | 2008                        | ?                                   |                  |                                                                                                 |
| 2008                                                                         | 2014                        | Pierre Belle                        |                  |                                                                                                 |
| 2014                                                                         | 2020                        | Patrick Chalamet                    | (sans étiquette) | retraité                                                                                        |
| 2020                                                                         | En cours (au 10 avril 2021) | Thierry Didier[source insuffisante] |                  |                                                                                                 |

Oscar Vernet, maire durant la Deuxième République, avait épousé la fille de Jean-Paul Didier, qui avait signé avec Barnave et Mounier la convocation des états de Vizille en 1788, précurseurs de la Révolution française.

### Rattachements administratifs et électoraux

#### Intercommunalité
La commune fait partie de la communauté de communes Dieulefit-Bourdeaux.

## Population et société

### Démographie
L'évolution du nombre d'habitants est connue à travers les recensements de la population effectués dans la commune depuis 1793. Pour les communes de moins de 10 000 habitants, une enquête de recensement portant sur toute la population est réalisée tous les cinq ans, les populations de référence des années intermédiaires étant quant à elles estimées par interpolation ou extrapolation. Pour la commune, le premier recensement exhaustif entrant dans le cadre du nouveau dispositif a été réalisé en 2008.

En 2022, la commune comptait 682 habitants, en évolution de +6,73 % par rapport à 2016 (Drôme : +2,64 %, France hors Mayotte : +2,11 %).
| 1793  | 1800  | 1806  | 1821  | 1831  | 1836  | 1841  | 1846  | 1851  |
| ----- | ----- | ----- | ----- | ----- | ----- | ----- | ----- | ----- |
| 1 242 | 1 195 | 1 340 | 1 344 | 1 281 | 1 317 | 1 424 | 1 433 | 1 429 |

| 1856  | 1861  | 1866  | 1872  | 1876  | 1881  | 1886  | 1891  | 1896  |
| ----- | ----- | ----- | ----- | ----- | ----- | ----- | ----- | ----- |
| 1 353 | 1 379 | 1 405 | 1 262 | 1 301 | 1 207 | 1 270 | 1 206 | 1 111 |

| 1901  | 1906  | 1911  | 1921 | 1926 | 1931 | 1936 | 1946 | 1954 |
| ----- | ----- | ----- | ---- | ---- | ---- | ---- | ---- | ---- |
| 1 107 | 1 037 | 1 010 | 827  | 839  | 845  | 842  | 756  | 690  |

| 1962 | 1968 | 1975 | 1982 | 1990 | 1999 | 2006 | 2008 | 2013 |
| ---- | ---- | ---- | ---- | ---- | ---- | ---- | ---- | ---- |
| 613  | 550  | 536  | 578  | 562  | 563  | 605  | 616  | 616  |

| 2018 | 2022 | - | - | - | - | - | - | - |
| ---- | ---- | - | - | - | - | - | - | - |
| 666  | 682  | - | - | - | - | - | - | - |

### Enseignement
La commune de Bourdeaux relève de l'académie de Grenoble et compte une école primaire à cinq classes, l'école Louis Faucon.

### Santé
Le village possède un cabinet médical (rue de la Recluse).

### Manifestations culturelles et festivités
- La ville organise des séances de cinéma en plein air chaque été, à raison d'une séance par semaine tandis que le reste de l'année, une séance est programmée chaque mois à la salle des fêtes[48].
- Fête des estivants : 15 août : illuminations du château et défilé historique aux chandelles[13].

Chaque année depuis 1961, le 15 août, a lieu la fête du village à thématique médiévale organisée par l'association « Comité du 15 août ».
- Le festival Nouvelles du conte se tient chaque année depuis 1989 dans le pays de Bourdeaux.

### Loisirs
- Pêche et chasse[13].
- Randonnées : présence du GR 9.

### Sports
Le village de Bourdeaux possède un stade de foot nommé le stade Bariquet ainsi qu'une équipe de football nommé le FC du Pays de Bourdeaux classé Vétéran M1.

### Médias
Le territoire de la commune se situe dans l'aire de diffusion de plusieurs médias :
- Presse écrite
  - Le Dauphiné libéré, quotidien régional qui consacre, chaque jour, y compris le dimanche, dans son édition de « La vallée de la Drôme » un ou plusieurs articles à l'actualité du canton et de la commune, ainsi que des informations sur les éventuelles manifestations locales, les travaux routiers, et autres événements divers à caractère local.
  - L'Agriculture Drômoise, journal d'informations agricoles et rurales, couvre l'ensemble du département de la Drôme.
  - Drôme Hebdo (ancien Peuple Libre), hebdomadaire chrétien d'informations.
  - Journal du Diois et de la Drôme.
- Presse audio-visuelle
  - Ici Drôme Ardèche est une radio publique diffusée sur son territoire du département de la Drôme.

### Cultes
Le village dispose :
- d'un temple protestant. La commune de Bourdeaux est située dans une région historiquement à dominante protestante. Il est voisin du « chemin des Hugenots »[52] ;
- d'une église catholique[53].

## Économie

### Agriculture
En 1992 : forêt de hêtres, pâturages (ovins, caprins, bovins), lavande, genêts, truffes.
- Produits locaux : écrevisses à la nage, fromage picodon[13].
- Foire : un jour par mois[13].
- Marché : le jeudi[13].

### Tourisme
- Syndicat d'initiative[13].
- Une piscine plein air est ouverte en saison estivale[54].
- Camping-caravaning[13].

## Culture locale et patrimoine

### Lieux et monuments
- Bourg médiéval : rues du vieux Bourdeaux, façade de maison du XVe siècle (classée MH[55],[13].
- Porte fortifiée[réf. nécessaire].
- château supérieur, ruines[56],[13].
- château inférieur, dit des évêques de Die[57] (mur-bouclier imposant dit « le Grand manteau »).
- Beffroi carré[13].
- Église Notre Dame de l'Assomption de Bourdeaux[13].
- Croix de bronze[13].
- Fontaine dite « d'Alberte de Poitiers »[réf. nécessaire].
- Cimetières familiaux protestants[réf. nécessaire].
- Le « grand temple » : temple protestant dont la construction commence vers 1715 (il devait être à l'origine une église catholique voulue par l'évêque de Valence, Daniel de Cosnac, dans sa politique de reconquête catholique du Dauphiné). En l'An IV (1796), le bâtiment, inachevé, est vendu à un particulier et, en 1804, la commune l'achète pour en faire un temple protestant. La rénovation est achevée vers 1806 ou 1809[58][source insuffisante].
- Ancienne chapelle méthodiste construite en 1863 (actuellement propriété privée) . Elle se situe sur la route de Dieulefit. Les porte et fenêtres sont surmontées d'un tracé d'arc brisé[58][source insuffisante],[59][source insuffisante].

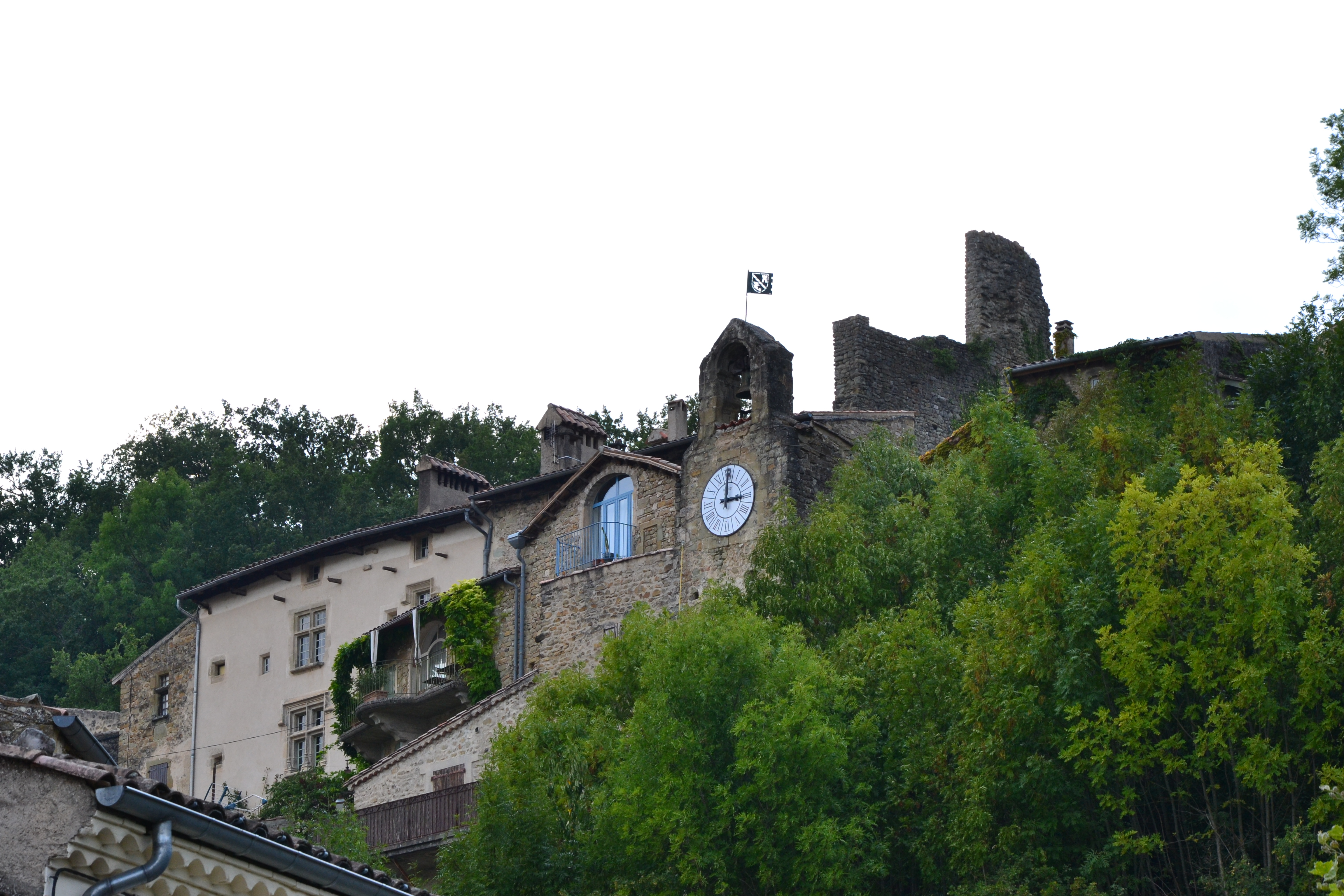
Beffroi, et ruines du château.
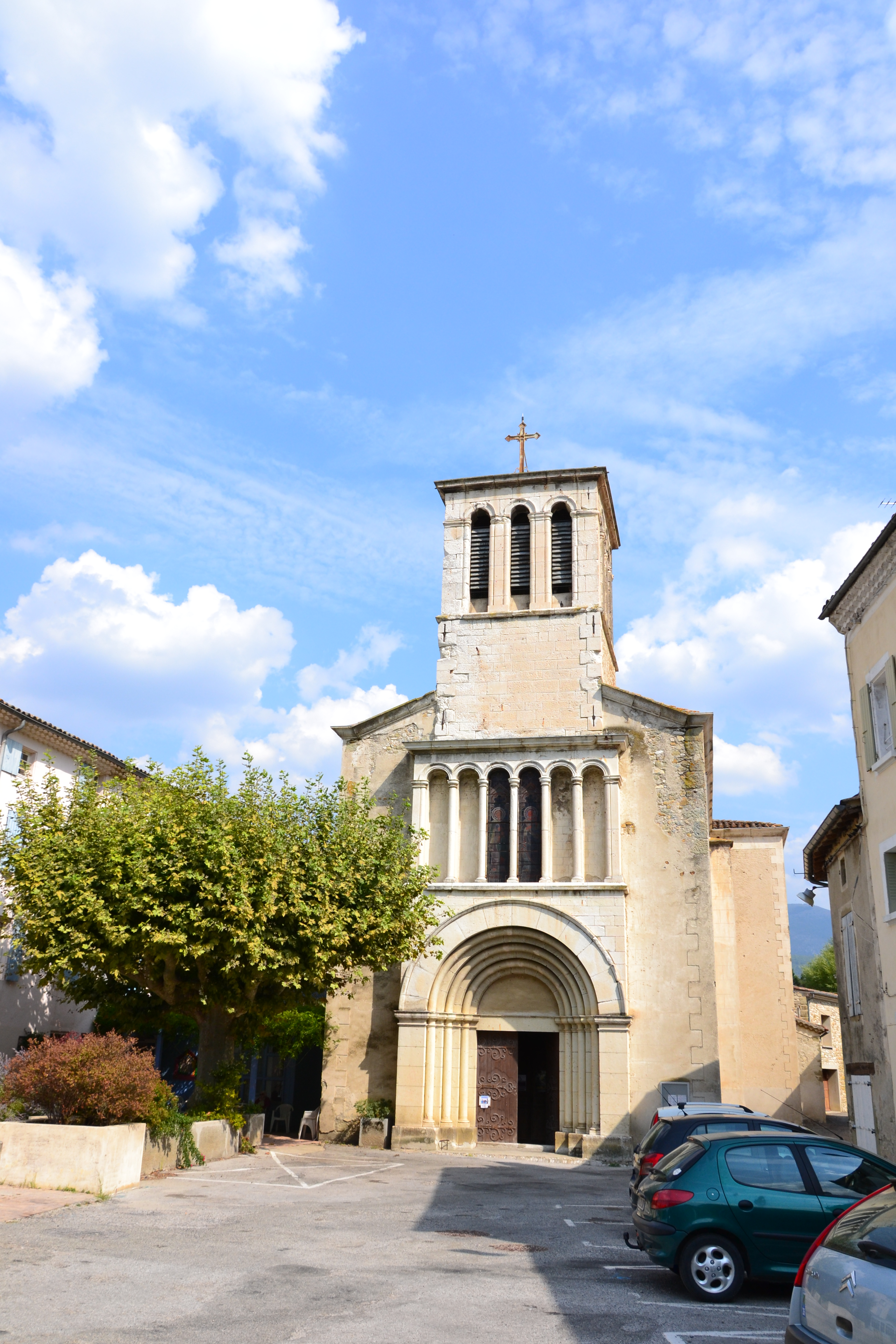
Église paroissiale catholique.
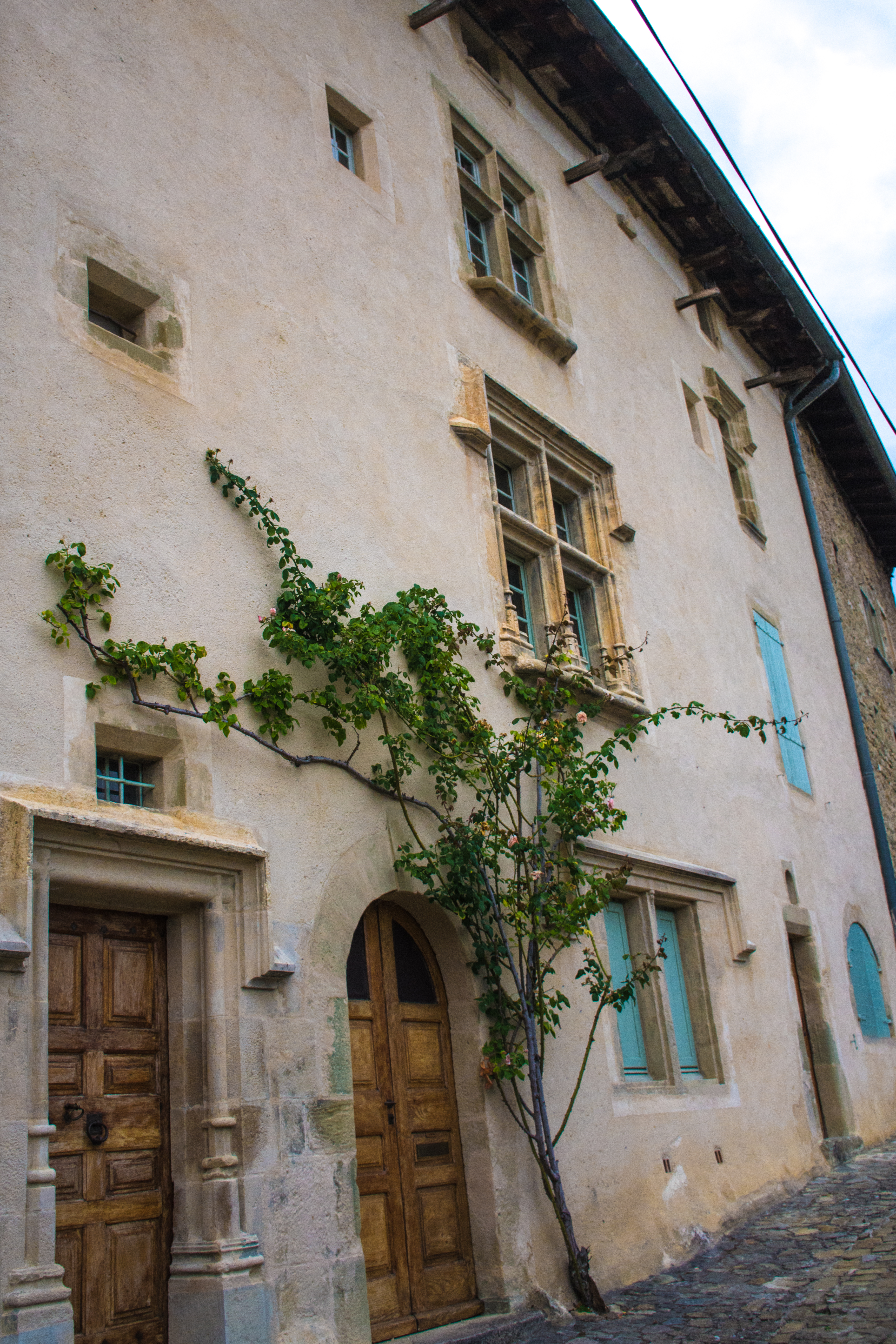
Maison Renaissance.
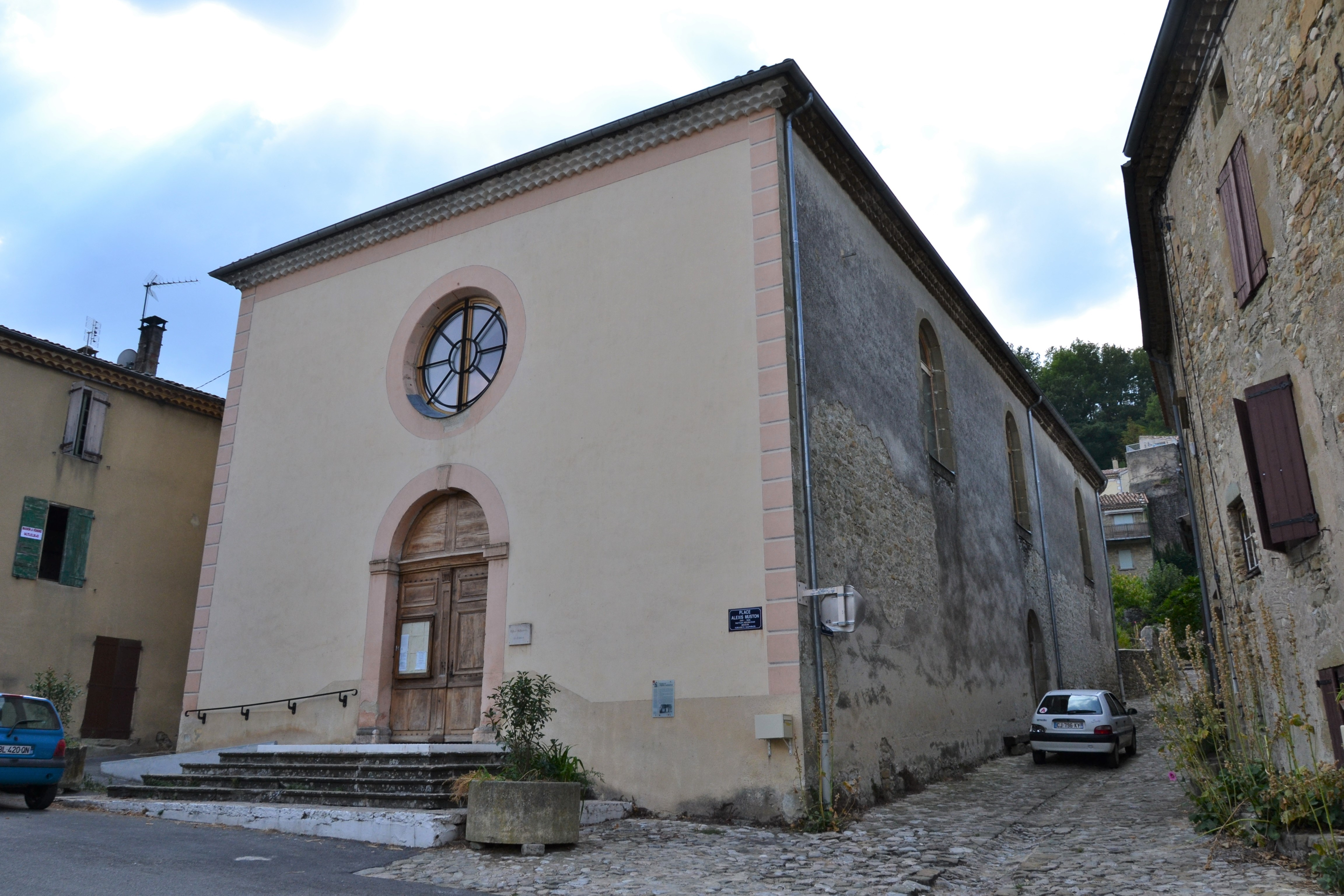
Temple protestant.
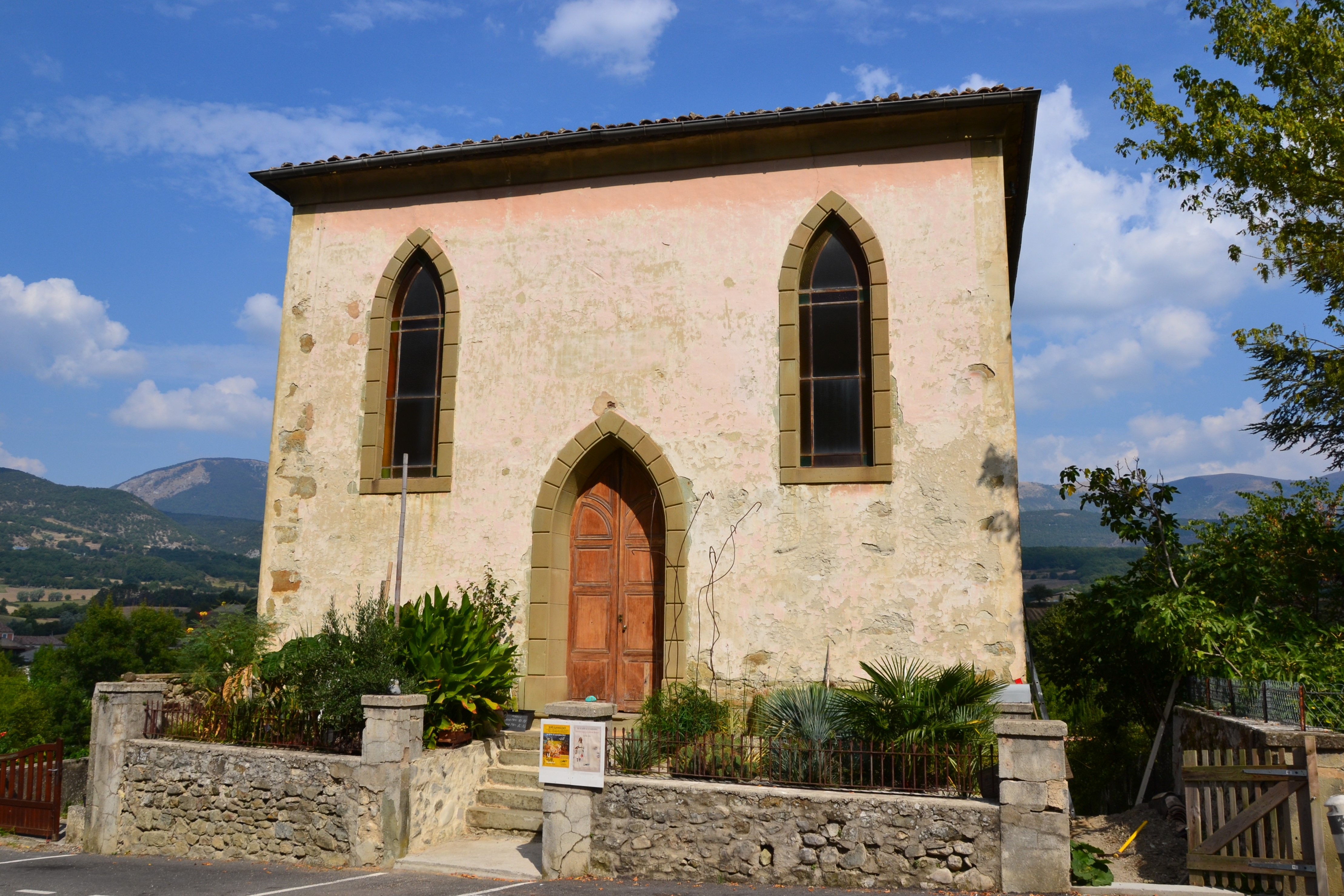
Temple méthodiste appelé La Chapelle.

### Patrimoine naturel
- Grotte la Glacière[1].

### Personnalités liées à la commune
- Émile Augier (1820-1889) : poète, auteur de théâtre, dramaturge, conseiller général de la Drôme de 1846 à 1854, conseiller général du Canton de Bourdeaux (Drôme) de 1848 à 1856.
- Louis Blanc (né en 1838 à Bourdeaux, mort en 1914) : député et sénateur de la Drôme.

### Héraldique, logotype et devise
| Blason de Bourdeaux | Blason  | De sinople (alias d'azur) à la barre cousue de gueules* (chargée de l'inscription « ANGULUS RIDET » en capitales de sable*), accompagnée en chef d'une tour d'or (maçonnée de sable) ouverte (et ajourée) du champ et en pointe d'un dauphin d'or. Devise / Cri'Angulus ridet (« Ce coin de Terre me sourit ») |
| Blason de Bourdeaux | Détails | * Il y a là non-respect de la règle de contrariété des couleurs : ces armes sont fautives (gueules sur sinople et sable sur gueules). Le statut officiel du blason reste à déterminer. |